# Beggin'
«Beggin'» es una canción escrita por Bob Gaudio y Peggy Farina para la banda estadounidense The Four Seasons, incluida originalmente en su álbum New Gold Hits y publicada como sencillo en febrero de 1967. La canción alcanzó el puesto número 16 del Billboard Hot 100 de los Estados Unidos y es considerada una de las más importantes dentro de la historia de la banda.
Numerosos artistas han versionado la canción a través de los años, entre los que destacan el dúo noruego Madcon en 2007 y la banda italiana Måneskin en 2017, que alcanzaron gran popularidad en las listas de éxitos con sus versiones. También ha sido traducida al español, italiano, francés y turco.

## Versión original
Bob Gaudio y Peggy Farina, quienes a menudo escribían los temas de la banda estadounidense The Four Seasons, fueron los encargados de componer «Beggin'» bajo la producción de Bob Crewe. La canción fue lanzada como segundo sencillo del álbum New Gold Hits en 1967 y alcanzó la posición número 16 del Billboard Hot 100 de los Estados Unidos, continuando con la racha de éxitos top 20 de la banda. La canción figuró en el segundo acto del musical de 2005 titulado Jersey Boys, que cuenta la historia de la formación, el éxito y posterior separación de The Four Seasons.

## Versión de Madcon
El dúo noruego Madcon realizó una versión de «Beggin'» en 2007, que incluyó nuevos versos de rap, así como una instrumentación totalmente nueva y una producción neo soul mezclada con hip hop. Dicha versión fue lanzada el 26 de octubre de 2007 como el primer sencillo de su álbum So Dark the Con of Man (2007). Ese mismo año fue publicado un videoclip, que fue dirigido por Christian Alexander Holm-Glad y parodiaba numerosos filmes realizados durante el movimiento blaxploitation.
La canción logró gran popularidad en Europa al alcanzar la primera posición en las listas semanales de éxitos de Bélgica, Francia, Noruega y los Países Bajos. También ingresó al top 10 en Alemania, Austria, España, Irlanda, Italia, el Reino Unido y Suiza. De igual forma logró la posición número 79 en el Billboard Hot 100 de los Estados Unidos. En las listas de fin de año, fue la cuarta canción más vendida de 2008 en Francia, donde además fue certificada con disco de oro; también figuró como una de las treinta más vendidas en Austria, Bélgica y Suiza. En los Países Bajos fue la novena canción más exitosa de 2009.
Posteriormente, en julio de 2021, ante la popularidad de la versión lanzada por Måneskin, Madcon realizó una remezcla de su versión que fue producida por el DJ canadiense Frank Walker.

### Posicionamiento en listas

#### Semanales
| Alemania          | German Singles Chart | 7  |
| Austria           | Ö3 Austria Top 40    | 7  |
| Bélgica (Flandes) | Ultratop 50          | 20 |
| Bélgica (Valonia) | Ultratop 40          | 1  |
| Canadá            | Canadian Hot 100     | 42 |
| España            | Top 50 Canciones     | 4  |
| Estados Unidos    | Billboard Hot 100    | 79 |
| Estados Unidos    | Pop Songs            | 32 |
| Estados Unidos    | Rhythmic             | 23 |
| Francia           | French Singles Chart | 1  |
| Irlanda           | Irish Singles Chart  | 8  |
| Italia            | Top Singoli          | 8  |
| Noruega           | VG-lista             | 1  |
| Países Bajos      | Single Top 100       | 1  |
| Reino Unido       | UK Singles Chart     | 5  |
| Suecia            | Sverigetopplistan    | 11 |
| Suiza             | Swiss Singles Chart  | 5  |

#### Certificaciones
| País        | Organismo certificador | Certificación | Ventas certificadas | Ref.   |
| ----------- | ---------------------- | ------------- | ------------------- | ------ |
| Alemania    | BVMI                   | Oro           | 150 000             | [ 24 ] |
| Bélgica     | BEA                    | Oro           | 10 000              | [ 25 ] |
| España      | PROMUSICAE             | Platino       | 25 000              | [ 26 ] |
| Francia     | SNEP                   | Oro           | 200 000             | [ 27 ] |
| Italia      | FIMI                   | Oro           | 35 000              | [ 28 ] |
| Reino Unido | BPI                    | Platino       | 600 000             | [ 29 ] |

### Anuales
| Austria           | Ö3 Austria Top 40    | 25 |
| Bélgica (Flandes) | Ultratop 50          | 49 |
| Bélgica (Valonia) | Ultratop 40          | 24 |
| Francia           | French Singles Chart | 4  |
| Reino Unido       | UK Singles Chart     | 53 |
| Suiza             | Swiss Singles Chart  | 25 |

| Bélgica (Valonia) | Ultratop 40          | 71  |
| Francia           | French Singles Chart | 81  |
| Países Bajos      | Single Top 100       | 9   |
| Reino Unido       | UK Singles Chart     | 167 |

## Versión de Måneskin
La banda italiana Måneskin realizó una versión de «Beggin'» en 2017 durante su participación en la undécima temporada de la versión italiana del programa The X Factor. Dicha versión fue posteriormente incluida en su primer EP titulado Chosen (2017).
Aunque no fue lanzada como sencillo, la canción ingresó al listado semanal de éxitos en Italia en 2018 y fue certificada con disco de oro. Después de que Måneskin ganara el Festival de la Canción de Eurovisión 2021, «Beggin'» comenzó a ganar notoriedad en los diversos servicios de streaming y se viralizó a través de TikTok. Tras ello, alcanzó la posición número 1 en las listas semanales de éxitos de Alemania, Austria, Grecia, los Países Bajos y Suiza, además de ingresar al top 10 en Australia, Bélgica, Canadá, Dinamarca, Finlandia, Francia, Irlanda, Noruega, Nueva Zelanda, el Reino Unido, Suecia, entre otros. También logró el puesto número 14 en el Billboard Hot 100 de los Estados Unidos. Además, recibió numerosos discos de oro y platino alrededor del mundo por sus ventas.
Dada su gran popularidad, la versión recibió una nominación a los American Music Awards como canción de tendencia favorita. Måneskin interpretó la canción el 26 de octubre de 2021 en el programa The Tonight Show Starring Jimmy Fallon, que marcó su debut en la televisión estadounidense.

### Posicionamiento en listas

#### Semanales
| Alemania          | German Singles Chart         | 1  |
| Argentina         | Billboard Argentina Hot 100  | 24 |
| Australia         | Australian Singles Chart     | 3  |
| Austria           | Ö3 Austria Top 40            | 1  |
| Bélgica (Flandes) | Ultratop 50                  | 4  |
| Bélgica (Valonia) | Ultratop 40                  | 21 |
| Canadá            | Canadian Hot 100             | 9  |
| Dinamarca         | Tracklisten                  | 4  |
| Eslovaquia        | Singles Digitál Top 100      | 1  |
| España            | Top 50 Canciones             | 17 |
| Estados Unidos    | Billboard Hot 100            | 14 |
| Estados Unidos    | Digital Songs                | 11 |
| Estados Unidos    | Radio Songs                  | 6  |
| Estados Unidos    | Streaming Songs              | 16 |
| Estados Unidos    | Pop Songs                    | 3  |
| Estados Unidos    | Adult Pop Songs              | 7  |
| Estados Unidos    | Hot Rock & Alternative Songs | 2  |
| Estados Unidos    | Rock Airplay                 | 1  |
| Finlandia         | Finnish Singles Chart        | 3  |
| Francia           | French Singles Chart         | 5  |
| Grecia            | Digital Singles Chart        | 1  |
| Hungría           | Single (Track) Top 10        | 4  |
| Irlanda           | Irish Singles Chart          | 3  |
| Islandia          | Tonlist                      | 6  |
| Israel            | Weekly Parade 10             | 9  |
| Italia            | Top Singoli                  | 2  |
| Japón             | Japan Hot 100                | 11 |
| Letonia           | Latvijas Top 40              | 2  |
| Lituania          | AGATA Top 100                | 1  |
| México            | México Airplay Chart         | 5  |
| Noruega           | VG-lista                     | 2  |
| Nueva Zelanda     | NZ Top 40 Singles Chart      | 3  |
| Países Bajos      | Single Top 100               | 1  |
| Portugal          | Portuguese Singles Chart     | 1  |
| Reino Unido       | UK Singles Chart             | 6  |
| República Checa   | Singles Digitál Top 100      | 1  |
| Suecia            | Sverigetopplistan            | 5  |
| Suiza             | Swiss Singles Chart          | 1  |

#### Certificaciones
| País           | Organismo certificador | Certificación    | Ventas certificadas | Ref.   |
| -------------- | ---------------------- | ---------------- | ------------------- | ------ |
| Australia      | ARIA                   | 2× Platino       | 140 000             | [ 73 ] |
| Austria        | IFPI — Austria         | Platino          | 30 000              | [ 74 ] |
| Dinamarca      | IFPI — Dinamarca       | Oro              | 45 000              | [ 75 ] |
| España         | PROMUSICAE             | Platino          | 40 000              | [ 46 ] |
| Estados Unidos | RIAA                   | Oro              | 500 000             | [ 47 ] |
| Grecia         | IFPI — Grecia          | Platino          | 20 000              | [ 76 ] |
| Italia         | FIMI                   | 2× Platino       | 140 000             | [ 40 ] |
| México         | AMPROFON               | 2x Platino + Oro | 150 000             | [ 77 ] |
| Nueva Zelanda  | RMNZ                   | Platino          | 30 000              | [ 78 ] |
| Portugal       | AFP                    | Platino          | 10 000              | [ 79 ] |
| Reino Unido    | BPI                    | Oro              | 400 000             | [ 80 ] |
| Suiza          | IFPI — Suiza           | Oro              | 10 000              | [ 81 ] |

## Otras versiones
La banda Timebox versionó la canción en 1968 bajo la producción de Michael Aldred, versión que alcanzó el puesto número 38 en el Reino Unido. En 2007, el DJ francés Pilooski lanzó una remezcla de la versión original de «Beggin'», que posteriormente se incluyó en el álbum Beggin': The Ultimate Collection. Dicha versión alcanzó el puesto número 32 en el Reino Unido y fue certificada con disco de plata por vender 200 mil unidades.
«Beggin'» también ha contado con versiones en otros idiomas; en 1967, el cantante Riki Maiocchi lanzó una versión en italiano titulada «Prega», mientras que el dúo Duo Inter publicó una versión en español llamada «Ruega». En 1968, el cantante Claude François lanzó una versión en francés titulada «Reste». En 2009, Ferhat Güzel realizó una parodia en turco llamada «Begüm (Suçu Kendine At)».